# Robert Wickens
Robert Wickens, né le 13 mars 1989 à Toronto, est un pilote automobile canadien. Il est champion Formule Renault 3.5 Series et Vice-champion en GP3, Il a été pilote d'essais chez Marussia Virgin Racing en 2011. En 2012, Il rejoint le DTM avec l'écurie Mücke Motorsport
En 2018, Il débute en IndyCar avec l'équipe Schmidt Peterson Motorsports, avec des débuts prometteurs jusqu’à son terrible accident à Pocono, le 19 août 2018.

## Biographie

### 2011: pilote d'essai en Formule 1
En juin 2011, il devient pilote d'essai de l'écurie de Formule 1 Virgin Racing. Il prend part aux essais libres du vendredi du Grand Prix d'Abou Dabi. Ce sera sa seule apparition lors d'un week-end de Grand Prix.

### 2018: première saison en Indycar et grave accident à Pocono

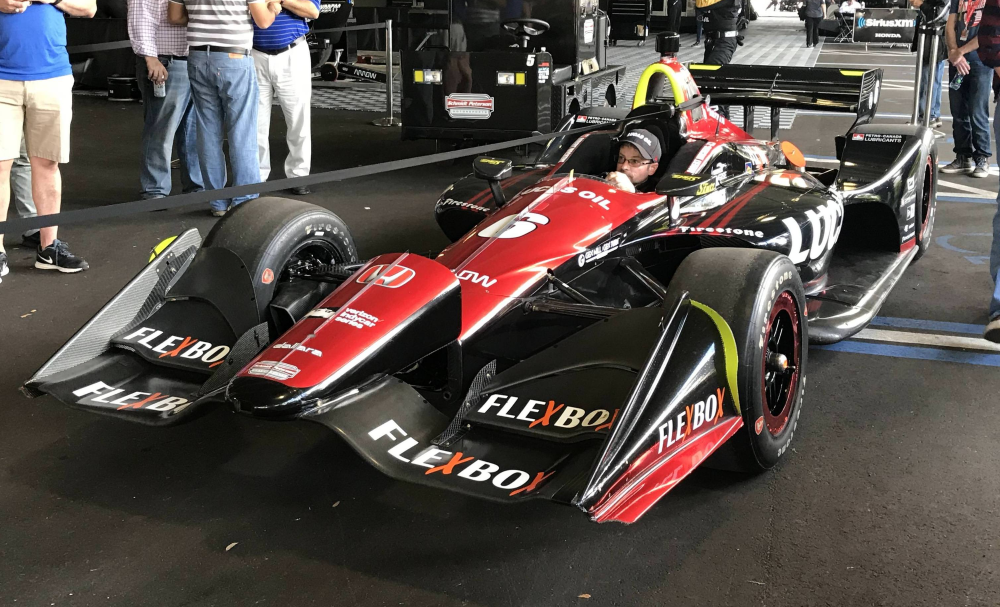
Robert Wickens à Saint-Pétersbourg en 2018

Après avoir été pilote d'essai pour Schmidt Peterson Motorsports pendant la saison 2017, Wickens devient pilote titulaire pour la saison 2018. Pour son premier Grand Prix d'IndyCar, à St. Petersburg, il obtient la pole position sur une toute nouvelle monoplace. Bien qu'il soit débutant, il est l'un des pilotes les plus en vue, terminant deuxième à Phoenix ou encore quatrième au Grand Prix d'Indianapolis. Après deux nouveaux podiums à Toronto et Lexington, Wickens est victime d'un violent accident au septième tour du Grand Prix sur le circuit de Pocono. Le Canadien souffre d'une fracture à la colonne vertébrale, une lésion de la moelle épinière, une fracture du cou, des fractures du tibia et du péroné, des fractures aux deux mains, une fracture de l'avant-bras droit, une fracture du coude, quatre côtes fracturées et une contusion pulmonaire,.
Paralysé des pieds à la taille, il est opéré de la colonne vertébrale dans les jours qui suivent l'accident. Il effectue une longue rééducation dans un centre de réadaptation d'Indianapolis puis à partir d'octobre 2018 dans le Colorado. Il montre ses progrès sur les réseaux sociaux et est dans l'esprit de tous les pilotes au début de la saison 2019, à recommencer à se tenir debout et marche sur un tapis roulant . Malgré cet accident, il déclare vouloir « faire tout ce qui est possible pour revenir en course le plus vite possible ».
Le 14 juillet 2019, Wickens fait le tour de parade de la Honda Indy Toronto, à l'aide de commande manuelles.

## Carrière automobile
- 2005 : Formule BMW USA, 3e (2 victoires)
- 2006 : Formule BMW USA, champion (3 victoires)
- 2007 : Champ Car Atlantic Championship, 3e (1 victoires)
  - World Series by Renault (4 courses), 25e
  - A1 Grand Prix, 9e (1 victoire)
- 2008 : Formule 3 Euroseries, 14e (1 victoire)
  - World Series by Renault, 10e (1 victoire)
- 2009 : Formule 2, 2e (2 victoires)
- 2010 : GP3 Series, 2e (2 victoires)
- 2011 : World Series by Renault, Champion (5 victoires)

## Résultats en DTM
| Année | Voiture                  | Équipe           | Courses disputés | Victoires | Pole positions | Podiums | Records du tour | Points inscrits | Classement |
| ----- | ------------------------ | ---------------- | ---------------- | --------- | -------------- | ------- | --------------- | --------------- | ---------- |
| 2012  | DTM AMG Mercedes C-Coupé | Mücke Motorsport | 5                | 0         | 0              | 0       | 0               | 2               |            |